# استاریا داروهی
استاریا داروهی (به لاتین: Staryya Darohi) یک منطقهٔ مسکونی در بلاروس است که در منطقه مینسک واقع شده‌است. استاریا داروهی ۱۱٬۱۰۰ نفر جمعیت دارد.